# Jiading

Jiading

Jiading (嘉定区 Jiādìng Qū) ist ein Stadtbezirk der regierungsunmittelbaren Stadt Shanghai in der Volksrepublik China. Jiading hat eine Fläche von 462,9 km² und 1.834.258 Einwohner (Stand: Zensus 2020). Die Bevölkerungsdichte beträgt 3.963 Einwohner pro Quadratkilometer.
In Jiading gibt es seit 1992 eine Industriesonderzone, die auch der Entwicklung des neuen Shanghaier Stadtteils Pudong zuarbeitet.
Die Großgemeinde Anting (安亭镇), eines der Automobilzentren in China, liegt ebenfalls in dem Stadtbezirk. In der Nähe Antings befindet sich außerdem der Jiading Campus der Tongji-Universität, auf dem sich hauptsächlich die technischen und ingenieurwissenschaftlich ausgerichteten Institute der Universität befinden.

## Sehenswürdigkeiten
In Jiading befindet sich der größte erhaltene Konfuziustempel südlich des Jangtses, der im Jahr 1219 erbaut wurde. In ihm befindet sich heute außerdem das Museum der Chinesischen Beamtenprüfung von Shanghai. Weiter im Norden der Stadt liegt der Garten der Herbstwolken (秋霞圃, Qiūxiá Pǔ), der älteste klassische Garten Shanghais (angelegt 1502). In der oben genannten Industriesonderzone befindet sich außerdem der Shanghai International Circuit, wo seit 2004 der Große Preis von China ausgetragen wird.

## Administrative Gliederung
Auf Gemeindeebene setzt sich Jiading aus drei Straßenvierteln, sieben Großgemeinden, einem Neubaugebiet und einem Industriegebiet zusammen. Diese sind:
- Straßenviertel Xinchenglu (新成路街道), Regierungssitz des Stadtbezirks;
- Straßenviertel Jiadingzhen (嘉定镇街道);
- Straßenviertel Zhenxin (真新街道);
- Großgemeinde Anting (安亭镇);
- Großgemeinde Huating (华亭镇);
- Großgemeinde Jiangqiao (江桥镇);
- Großgemeinde Malu (马陆镇);
- Großgemeinde Nanxiang (南翔镇);
- Großgemeinde Waigang (外冈镇);
- Großgemeinde Xuhang (徐行镇);
- Neubaugebiet Juyuan (菊园新区);
- Industriegebiet Jiading (嘉定工业区), wird direkt von der Stadt verwaltet.